# Fanning Springs
Fanning Springs és una població dels Estats Units a l'estat de Florida. Segons el cens del 2000 tenia 737 habitants.

## Demografia
Segons el cens del 2000, Fanning Springs tenia 737 habitants, 311 habitatges, i 198 famílies. La densitat de població era de 79,9 habitants/km².
Dels 311 habitatges en un 25,4% hi vivien nens de menys de 18 anys, en un 42,8% hi vivien parelles casades, en un 15,8% dones solteres, i en un 36,3% no eren unitats familiars. En el 29,3% dels habitatges hi vivien persones soles el 12,2% de les quals corresponia a persones de 65 anys o més que vivien soles. El nombre mitjà de persones vivint en cada habitatge era de 2,37 i el nombre mitjà de persones que vivien en cada família era de 2,84.
Per edats la població es repartia de la següent manera: un 24,7% tenia menys de 18 anys, un 9,5% entre 18 i 24, un 23,7% entre 25 i 44, un 25% de 45 a 60 i un 17,1% 65 anys o més.
L'edat mediana era de 38 anys. Per cada 100 dones de 18 o més anys hi havia 91,4 homes.
La renda mediana per habitatge era de 17.875 $ i la renda mediana per família de 24.167 $. Els homes tenien una renda mediana de 25.139 $ mentre que les dones 14.306 $. La renda per capita de la població era d'11.389 $. Entorn del 26,1% de les famílies i el 30,5% de la població estaven per davall del llindar de pobresa.

## Poblacions més properes
El següent diagrama mostra les poblacions més properes.